# Krześlin
Krześlin – wieś w Polsce położona w województwie mazowieckim, w powiecie siedleckim, w gminie Suchożebry. Ma status sołectwa. Leży nad Starą Rzeką.
Miejscowość jest siedzibą rzymskokatolickiej parafii św. Mikołaja, a prawosławni autochtoni należą do parafii Świętej Trójcy w Siedlcach.
We wsi działa założona w 1922 jednostka ochotniczej straży pożarnej. Jednostka posiada średni samochód ratowniczo-gaśniczy GBA 2,5/16 Star 244 z 1982.

## Historia

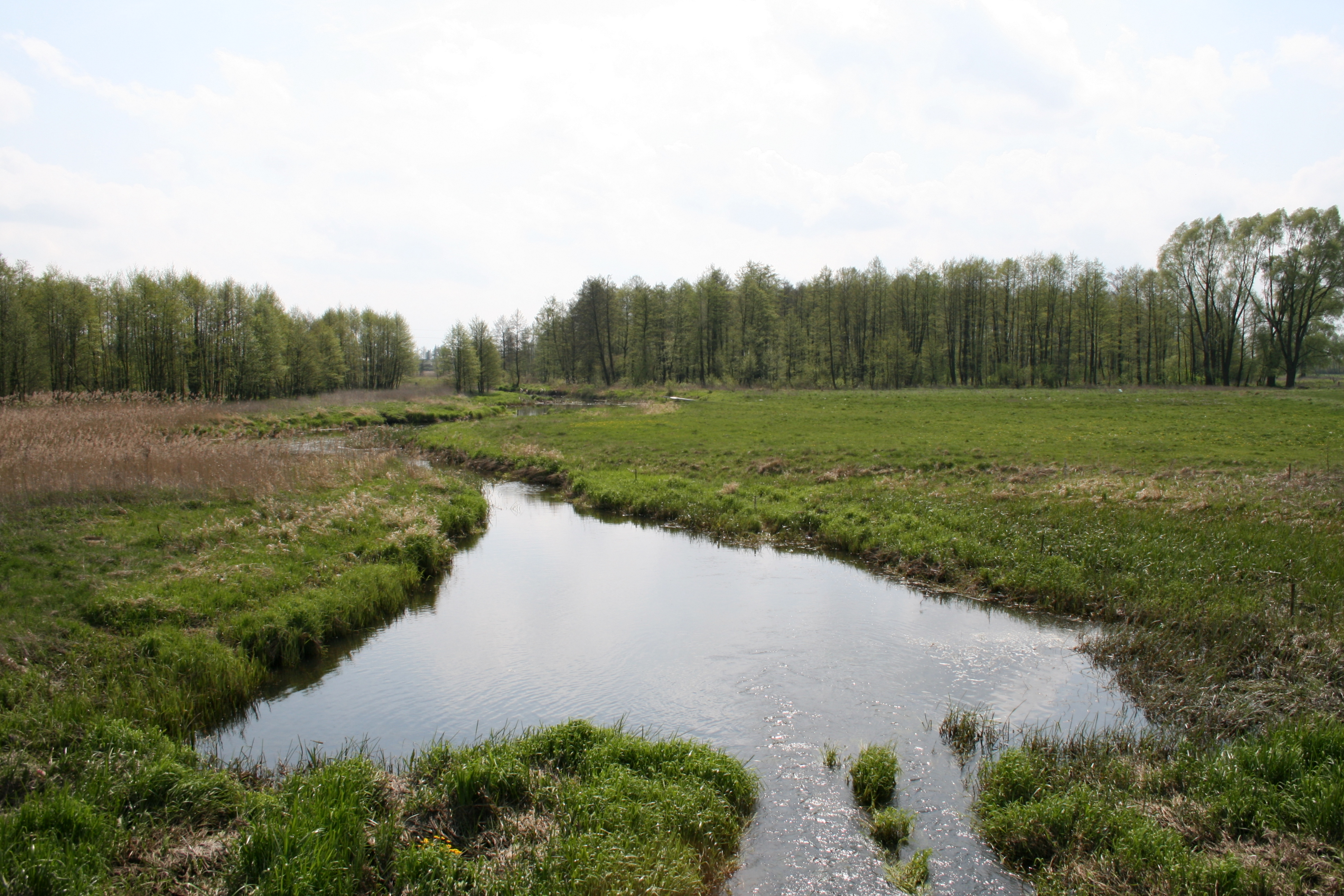
Stara Rzeka w Krześlinie

Wieś o rodowodzie średniowiecznym. Na pograniczu historycznych krain Mazowsza, Małopolski i Podlasia. Pierwsze pisane wzmianki o miejscowości pochodzą z XVI wieku. Do Unii brzeskiej istniała tu cerkiew prawosławna. Własność szlachecka. Wieś posiadała w 1673 podkomorzyna koronna Konstancja Butlerowa, leżała w ziemi drohickiej województwa podlaskiego w 1795.
W XVIII wieku w Krześlinie został ufundowany klasztor dominikański, który istniał w latach 1735–1765. W 1765 w krześlińskim klasztorze osiedli bernardyni. W 1865 dom zakonny został skasowany przez władze carskie. Klasztor rozebrano, a kościół klasztorny zamieniono na parafialny.
W połowie XV w. Krześlin należał do Jana Łysowskiego, dziedzica dóbr łysowskich. Od początku XVI w. właścicielami Krześlina był ród Wodyńskich h. Kościesza. Około 1630 dobra krześlińskie nabył hr. Gotard Wilhelm Butler, kupując je od matki i rodzeństwa swej żony kasztelanki podlaskiej Konstancji Wodyńskiej (córki Marka Wodyńskiego i Heleny z Zamoyskich). Ok. 1719 dobra przechodzą do rodu Kuczyńskich h. Ślepowron.  W tym czasie wzniesiono w Krześlinie barokowy kościół i klasztor. Po zmarłym bezpotomnie Ignacym Kuczyńskim dobra przeszły po jego siostrze - Konstancji Kuczyńskiej (zm. 1763), żonie stolnika brzeskiego Józefa Matuszewicza h. Łabędź (1718–1770) – na jej córkę Teklę Matuszewicz, żonę kasztelana brzeskolitewskiego Józefa Niemirowicza-Szczytta h. Jastrzębiec. W wyniku przedwczesnej śmierci Nikodema Niemirowicza Szczytta, jedynego syna Tekli i Józefa Niemirowiczów-Szczyttów,  Krześlin po śmierci kasztelanowej Tekli Niemirowiczowej-Szczyttowej (zm. 1814) otrzymał jej brat stryjeczny – Tadeusz Matuszewicz, a następnie jego córka – Zofia z Matuszewiczów Kicka. Po 1827 dobra krześlińskie przeszły w ręce rodu Iżyckich. W 1888 właścicielem dóbr złożonych z Krześlina, Brzozowa, Hołubli, Przygód i Rzeszotkowa był Henryk Iżycki.
W latach 1954–1972 wieś należała i była siedzibą władz gromady Krześlin. W latach 1975–1998 miejscowość administracyjnie należała do województwa siedleckiego.

Ze wsi pochodził Ludwik Jakimiak, kawaler Orderu Virtuti Militari.

## Zabytki
- Kościół parafialny św. Mikołaja wybudowany w latach 1735–1740 fundacji wojewody podlaskiego Wiktoryna Kuczyńskiego i Marka Antoniego hr. Butlera[14]
- Kaplica przydrożna z XIX wieku, w niej figura Nepomuk z 1728 roku.